# Hokejová reprezentace Bosny a Hercegoviny
Hokejová reprezentace Bosny a Hercegoviny je národní hokejové mužstvo Bosny a Hercegoviny. Hokejový svaz sdružuje 151 registrovaných hráčů (z toho 39 seniorů), majících k dispozici jednu halu a tři otevřené stadiony s umělou ledovou plochou. Bosna a Hercegovina je členem Mezinárodní federace ledního hokeje od 10. května 2001. Hokejisté Bosny a Hercegoviny jsou účastníci divize III MS 2015, 2016 a 2017.

## Mistrovství světa v ledním hokeji
| MS        | Úroveň                   | Místo turnaje | Umístění                         | Celkově                          |
| --------- | ------------------------ | ------------- | -------------------------------- | -------------------------------- |
| MS – 2008 | Divize III – kvalifikace | Sarajevo      | 2. místo                         | 47. místo                        |
| MS – 2015 | Divize III               | Smyrna        | 7. místo                         | 47. místo                        |
| MS – 2016 | Divize III               | Istanbul      | 4. místo                         | 44. místo                        |
| MS – 2018 | Divize III – kvalifikace | Sarajevo      | 2. místo                         | 48. místo                        |
| MS – 2019 | Divize III – kvalifikace | Abú Zabí      | 4. místo                         | 50. místo                        |
| MS – 2020 | Divize III B             | Kapské Město  | Zrušeno kvůli pandemii covidu-19 | Zrušeno kvůli pandemii covidu-19 |
| MS – 2021 | Divize III B             | Kapské Město  | Zrušeno kvůli pandemii covidu-19 | Zrušeno kvůli pandemii covidu-19 |
| MS – 2022 | Divize III B             | Kapské Město  | 3. místo                         | 44. místo                        |
| MS – 2023 | Divize III B             | Sarajevo      | 2. místo                         | 47. místo                        |
| MS – 2024 | Divize III B             | Sarajevo      | 1. místo                         |                                  |

## Mezistátní utkání Bosny a Hercegoviny
15. 2. 2008  Řecko 10:1 Bosna a Hercegovina 
17. 2. 2008  Arménie 18:1 Bosna a Hercegovina 
Arménie prohrála kontumačně 0:5.
8. 2. 2014  Turecko 7:2 Bosna a Hercegovina 
9. 2. 2014  Bosna a Hercegovina 6:4 Turecko 
3. 4. 2015  KLDR 13:0 Bosna a Hercegovina 
4. 4. 2015  Turecko 11:0 Bosna a Hercegovina 
6. 4. 2015  Hongkong 8:0 Bosna a Hercegovina 
7. 4. 2015  Lucembursko 5:0 Bosna a Hercegovina 
9. 4. 2015  Gruzie 4:1 Bosna a Hercegovina 
10. 4. 2015  Spojené arabské emiráty 5:2 Bosna a Hercegovina 
31. 3. 2016  Bosna a Hercegovina 5:4 Hongkong 
1. 4. 2016  Gruzie 8:0 Bosna a Hercegovina 
Bosna a Hercegovina vyhrála kontumačně 5:0.
3. 4. 2016  Turecko 8:2 Bosna a Hercegovina 
4. 4. 2016  JAR 10:0 Bosna a Hercegovina 
6. 4. 2016  Lucembursko 13:0 Bosna a Hercegovina 
25. 6. 2016  Turecko 9:1 Bosna a Hercegovina 
26. 6. 2016  Gruzie 14:2 Bosna a Hercegovina 
10. 4. 2017  Hongkong 5:0 Bosna a Hercegovina 
Bosna a Hercegovina prohrála kontumačně 0:5.
11. 4. 2017  Tchaj-wan 5:0 Bosna a Hercegovina 
Bosna a Hercegovina prohrála kontumačně 0:5.
13. 4. 2017  Bulharsko 5:0 Bosna a Hercegovina 
Bosna a Hercegovina prohrála kontumačně 0:5.
15. 4. 2017  JAR 5:0 Bosna a Hercegovina 
Bosna a Hercegovina prohrála kontumačně 0:5.
16. 4. 2017  Spojené arabské emiráty 5:0 Bosna a Hercegovina 
Bosna a Hercegovina prohrála kontumačně 0:5.